# Фірлінден
Фірлінден (нім. Vierlinden) — громада в Німеччині, розташована в землі Бранденбург. Входить до складу району Меркіш-Одерланд. Складова частина об'єднання громад Зелов-Ланд.
Площа — 69,45 км2. Населення становить 1431 ос. (станом на 31 грудня 2020).

## Галерея

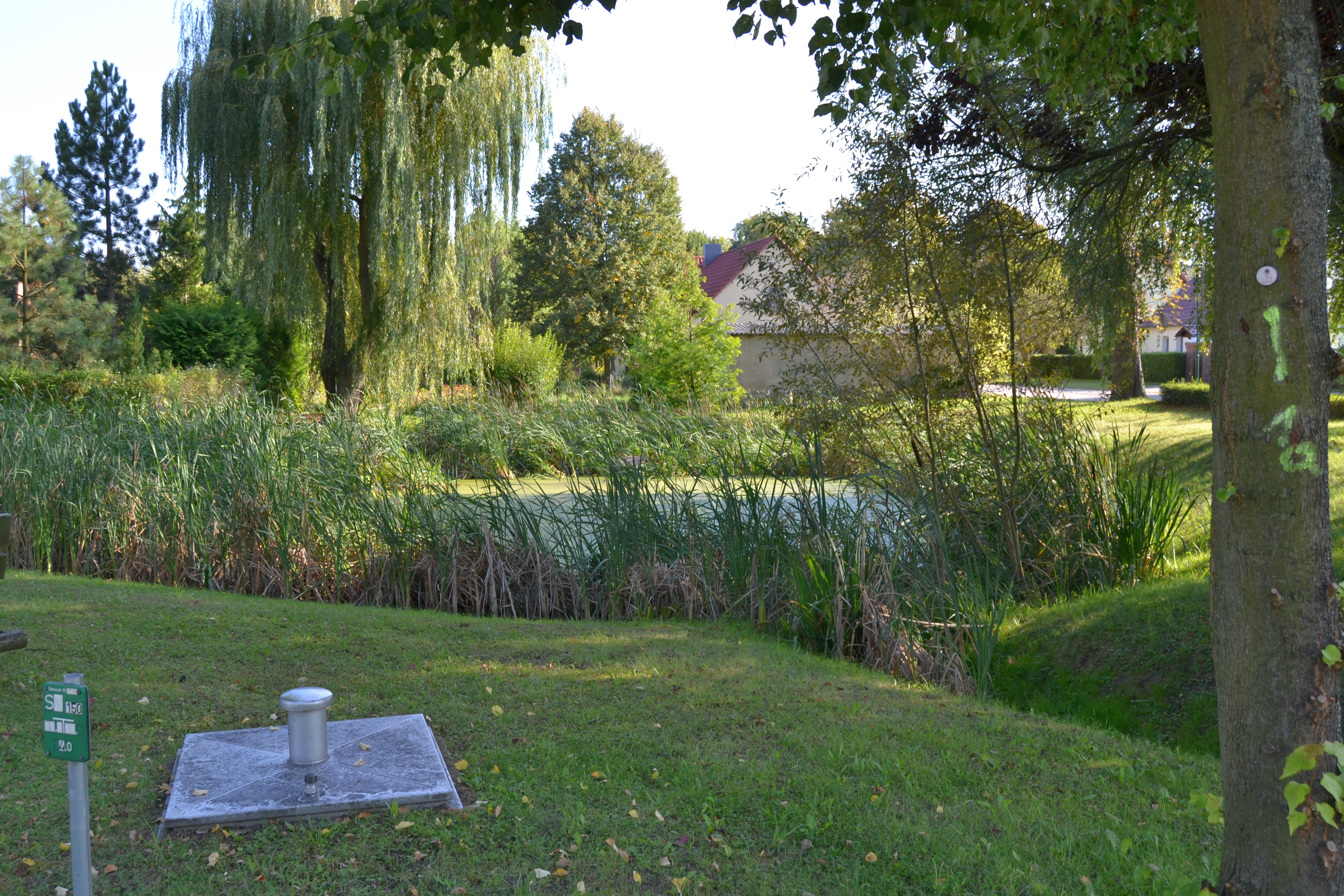
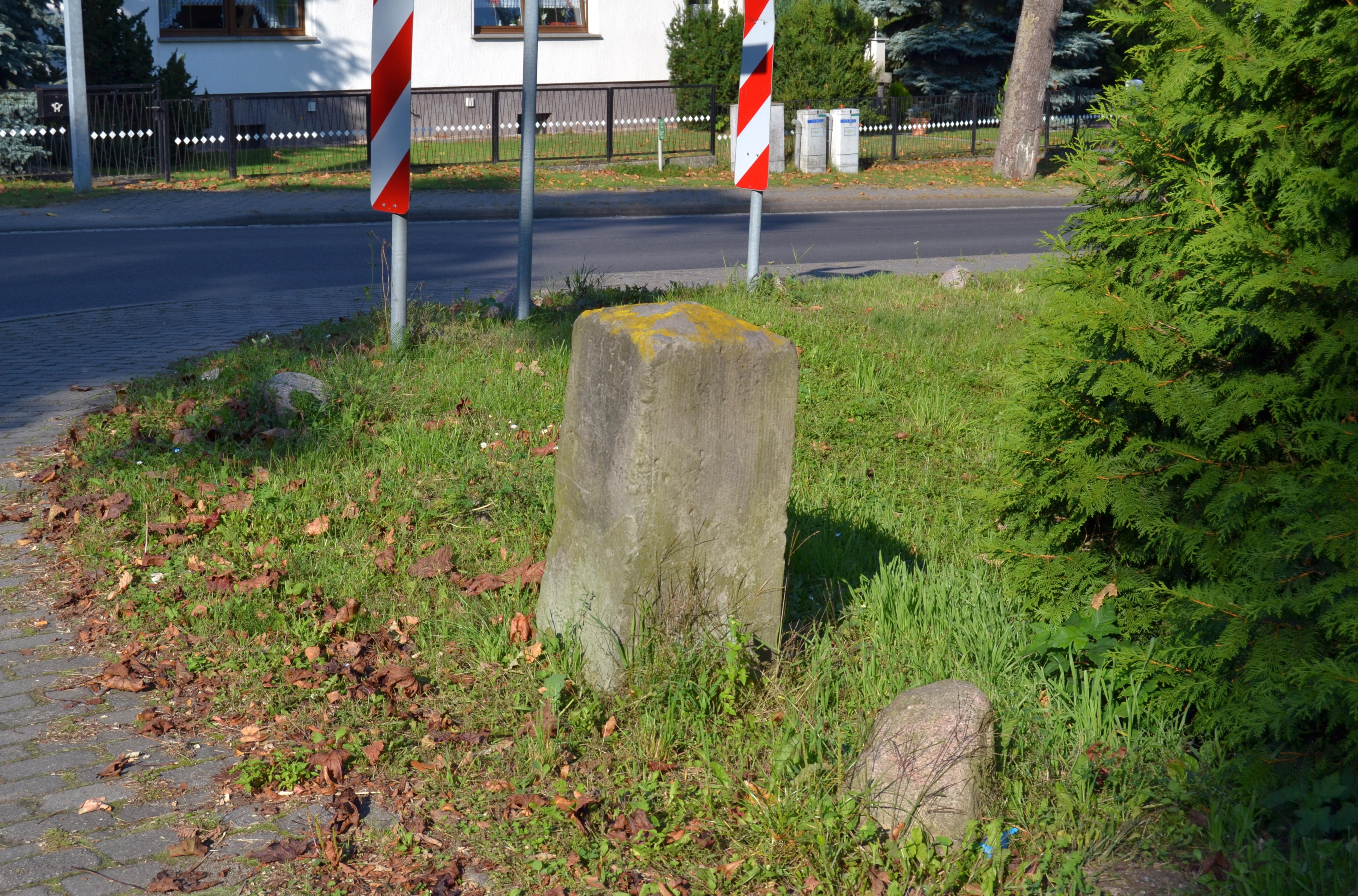
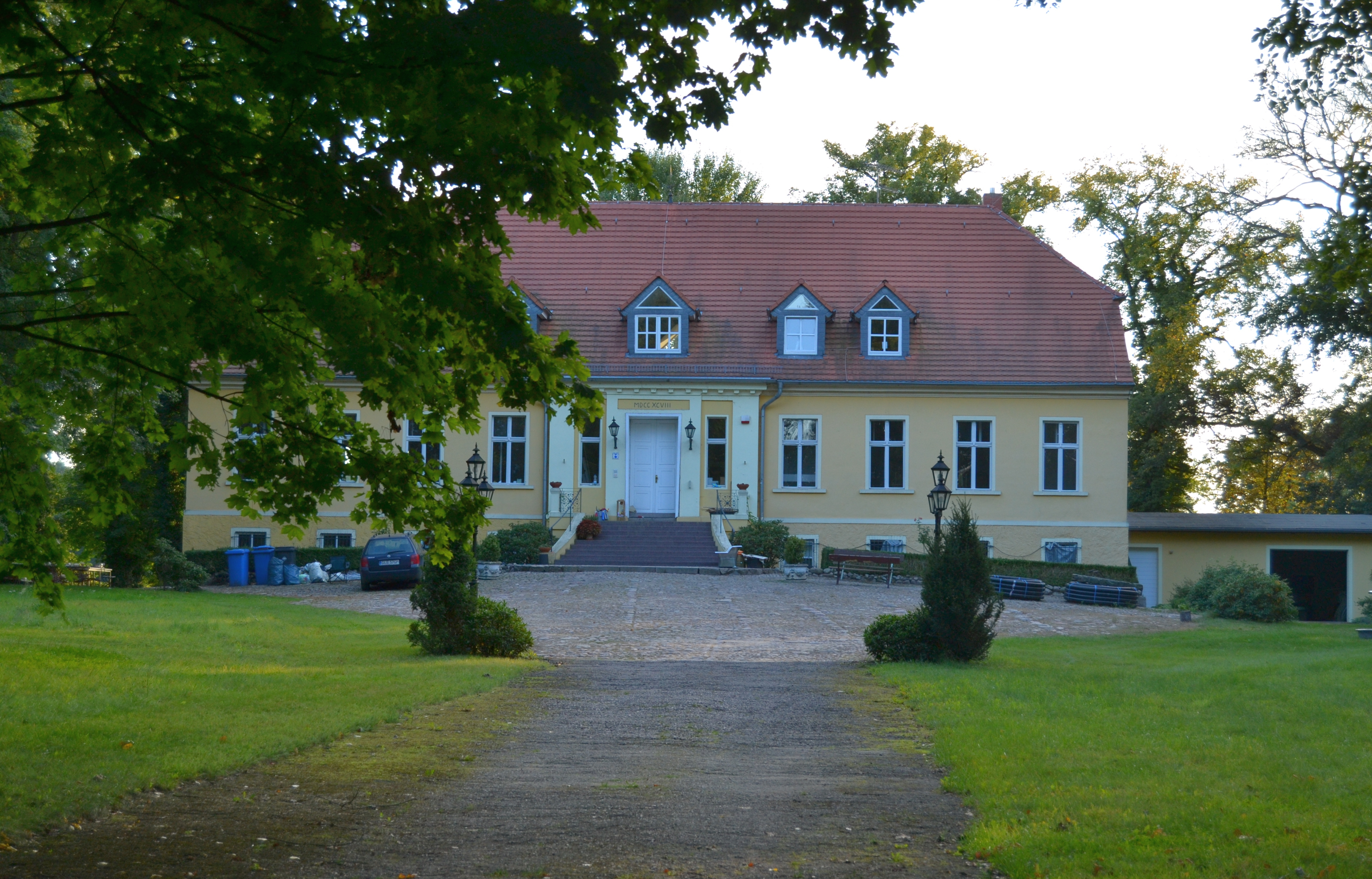